# High Hopes/Keep Talking
High Hopes/Keep Talking è un singolo del gruppo musicale britannico Pink Floyd, pubblicato il 17 ottobre 1994 come secondo estratto dal quattordicesimo album in studio The Division Bell.

## Descrizione

### High Hopes
Brano conclusivo dell'album, il testo ha come tema centrale la perdita e il ritrovamento della felicità e della serenità dell'uomo durante la sua vita.
Tutta la canzone è basata sugli accordi di Do minore, Mi bemolle maggiore e La bemolle maggiore. Ai vari suoni udibili all'inizio della canzone segue l'entrata della campana, dunque il piano che esegue tre bicordi (Do-Sol, Mib-Sib, Lab-Mib) diverse volte. Nella prima strofa si aggiungono anche il basso, le percussioni, l'orchestra e la chitarra classica, che accompagneranno il cantato per tutta la canzone. Dopo il ritornello e la seconda strofa la voce lascia spazio al primo assolo della chitarra classica di Gilmour, supportato dall'andamento epico dell'orchestra, prima di ritornare al tema iniziale e di nuovo al ritornello, a cui segue un altro assolo, stavolta eseguito con la slide guitar che poi dissolve lasciando spazio di nuovo alla campana. Dopo circa venti secondi di silenzio dalla conclusione del brano inizia una traccia fantasma: si tratta di un breve dialogo al telefono tra Steve O'Rourke, manager dei Pink Floyd, e Charlie, uno dei figli di David Gilmour, che allora aveva tre anni.
Douglas Adams, amico di Gilmour, scelse il nome da dare all'album proprio dalle parole che vi sono nel testo dove vi è un riferimento alla "division bell" del parlamento inglese. Il "fiume senza fine" (endless river) citato nell'ultima strofa darà inoltre il nome all'ultimo album in studio della band, The Endless River, uscito nel 2014.

### Keep Talking
Scritto da Gilmour insieme al tastierista Richard Wright, Keep Talking è uno dei pochi brani in cui Gilmour esegue un assolo con la talk box, elemento utilizzato nell'album Animals e nel tour seguente del 1977-78. All'inizio del brano e al suo termine sono presenti registrazioni generate dal sintetizzatore vocale di Stephen Hawking con cui il fisico era costretto a comunicare a causa di una malattia del motoneurone che lo colpì fin dal 1963.

## Pubblicazione
Il doppio singolo è stato commercializzato nel Regno Unito a partire dal 17 ottobre 1994. La versione maxi, uscita nei formati CD e 12", presentava inoltre una versione dal vivo di One of These Days eseguita al Niedersachsenstadion di Hannover nell'agosto 1994.
In paesi come Francia e Paesi Bassi i due brani furono diffusi separatamente in CD promozionali distinti. In Francia, inoltre, High Hopes uscì come singolo accompagnato da Marooned come b-side.
Nel marzo 1994 il solo Keep Talking venne pubblicato nelle stazioni radiofoniche statunitensi e divenne il terzo ed ultimo brano del gruppo a raggiungere la vetta della classifica Mainstream Rock Songs stilata dalla rivista Billboard.

## Tracce
CD singolo (Regno Unito)
1. High Hopes (Radio Edit) – 5:16 (testo: David Gilmour, Polly Samson – musica: David Gilmour)
2. Keep Talking (Radio Edit) – 4:55 (testo: David Gilmour, Polly Samson – musica: David Gilmour, Richard Wright)
3. One of These Days (Live) – 6:57 (Pink Floyd)

7" (Regno Unito)
- Lato A

1. High Hopes (Radio Edit) – 5:16 (testo: David Gilmour, Polly Samson – musica: David Gilmour)

- Lato B

1. Keep Talking (Radio Edit) – 4:55 (testo: David Gilmour, Polly Samson – musica: David Gilmour, Richard Wright)

12" (Regno Unito)
1. High Hopes (Album Version) – 8:30 (testo: David Gilmour, Polly Samson – musica: David Gilmour)
2. Keep Talking (Album Version) – 6:10 (testo: David Gilmour, Polly Samson – musica: David Gilmour, Richard Wright)
3. One of These Days (Live) – 6:57 (Pink Floyd)

CD singolo (Francia), 7" (Francia) – High Hopes
1. High Hopes – 7:57 (testo: David Gilmour, Polly Samson – musica: David Gilmour)
2. Marooned – 5:31 (musica: Richard Wright, David Gilmour)

## Formazione
Gruppo
- David Gilmour – chitarra, voce, basso, tastiera, programmazione
- Nick Mason – batteria, percussioni
- Richard Wright – tastiera, voce

Altri musicisti
- Jon Carin – programmazione, tastiera aggiuntiva
- Guy Pratt – basso
- Gary Wallis – percussioni, programmazione percussioni
- Tim Renwick – chitarra
- Dick Parry – sassofono tenore
- Bob Ezrin – tastiera, percussioni
- Sam Brown, Durga McBroom, Carol Kenyon, Jackie Sheridan, Rebecca Leigh-White – cori

## Classifiche
| Classifica (1994)             | Posizione massima |
| ----------------------------- | ----------------- |
| Canada                        | 43                |
| Francia                       | 4                 |
| Regno Unito                   | 26                |
| Stati Uniti (mainstream rock) | 1                 |

## Cover
High Hopes è stata oggetto di diverse reinterpretazioni da vari artisti. Tra queste, la versione dei Shark apparve nel album tributo ai Pink Floyd A Fair Forgery of Pink Floyd, mentre quella del gruppo finlandese Nightwish venne inserita nella loro raccolta del 2005 Highest Hopes - The Best of Nightwish, oltre ad esser stata eseguita dal vivo per concludere il loro concerto del Once Tour, registrato e pubblicato nel DVD End of an Era.